# تيم كورنيليس
تيم كورنيليس (بالهولندية: Tim Cornelisse)‏ (3 أبريل 1978 بألكمار في هولندا - ) هو لاعب كرة قدم هولندي في مركز الدفاع. لعب مع آر كي سي فالفيك وتفينتي أنشخيدة وفيتيسه آرنهم وفيلم تو تيلبورغ ونادي أوترخت ونادي رويال أندرلخت وتوب أوس.

## وصلات خارجية
- تيم كورنيليس على موقع قاعدة بيانات كرة القدم.إي يو (الإنجليزية)
- تيم كورنيليس على موقع عالم كرة القدم.نت (الإنجليزية)